# Nara (rivière)
Pour les articles homonymes, voir Nara (homonymie).
La Nara (en russe : Нара) est une rivière de Russie et un affluent gauche de l'Oka, dans le bassin hydrographique de la Volga.

## Géographie
La Nara arrose les oblasts de Moscou et de Kalouga. Elle a une longueur de 158 km et draine un bassin d'une superficie de 2 030 km2.
La Nara est gelée de novembre-décembre jusqu'à avril.
Elle arrose les villes de Naro-Fominsk et de Serpoukhov.